# Yūri Chinen

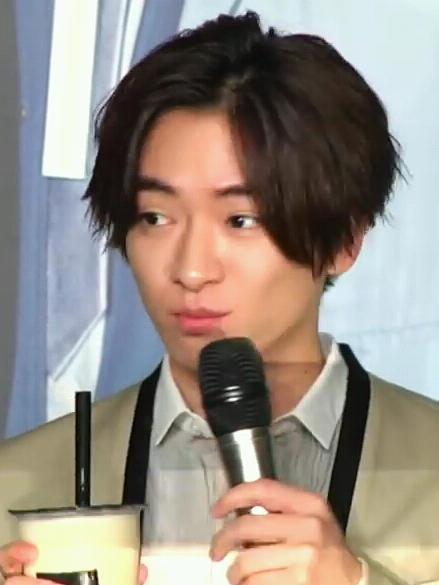
Yūri Chinen, 2019

Yūri Chinen (jap.知念 侑李, Chinen Yūri, * 30. November 1993 in Hamamatsu, Shizuoka) ist ein japanischer Sänger und Schauspieler sowie Mitglied der J-Pop-Boygroup Hey! Say! JUMP. Er steht unter dem Management von Johnny & Associates und lebt in Tokio.

## Leben und Karriere
Chinen wurde am 30. November 1993 in Tokio geboren. Er ist Sohn des Turners und Olympiamedaillengewinners Takashi Chinen.
Bekannt wurde Chinen mit Auftritten von Hey! Say! JUMP. Chinen spielt bei Dramen, Filmen und mehreren Auftritten mit. Sein Debüt gab er 2004 in dem Film Nanako to Nanao. Yuri Chinen hatte in mehreren Filmen eine Hauptrolle, z. B. in dem Film Miseinen dakedo kodomo janai (2017). Unter anderem trat er 2014 in der Serie Jigoku Sensei Nube auf. Außerdem war er 2015 in Hissatsu Shigotonin zu sehen. Auch ist er für Bühnenrollen bekannt.

## Filmografie (Auswahl)
Filme
- 2004: Nanako to Nanao (Hauptrolle als Nanao)
- 2004: Nin x Nin: The Ninja Star Hattori
- 2007: Sword of the Stranger (als Stimme von Kotaro)
- 2014: Samurai Hustle
- 2016: Samurai Hustle Returns (als Yoshinosuke Suzuki)
- 2016: Gold Medal Man (Hauptrolle als der Teenager Senichi Akita)
- 2017: Miseinen Dakedo Kodomo Janai (Hauptrolle als Isizu Ebina)
- 2018: Kids on the Slope (als Kaoru Nishimi)

Serien
- 2008: Sensei wa Erai!
- 2008: Scrap Teacher: Kyoushi Saisei
- 2012: Saiko no Jinsei
- 2012: Sprout (als Narahashi Souhei)
- 2013: Yorozu Uranaidokoro Onmyōya e Yōkoso
- 2014: Jigoku Sensei Nube
- 2016: Hissatsu shigotonin
- 2019: Atama Ni Kiitemo Aho To Wa Tatakauna

## Diskografie

### Singles
- On The Wind
- Kawaii Kimi no Koto da Mono
- Ookiku nare boku
- Love Parade